# Kuwaki Gen’yoku

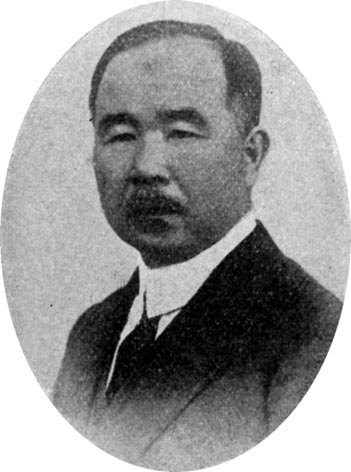
Kuwaki Gen’yoku

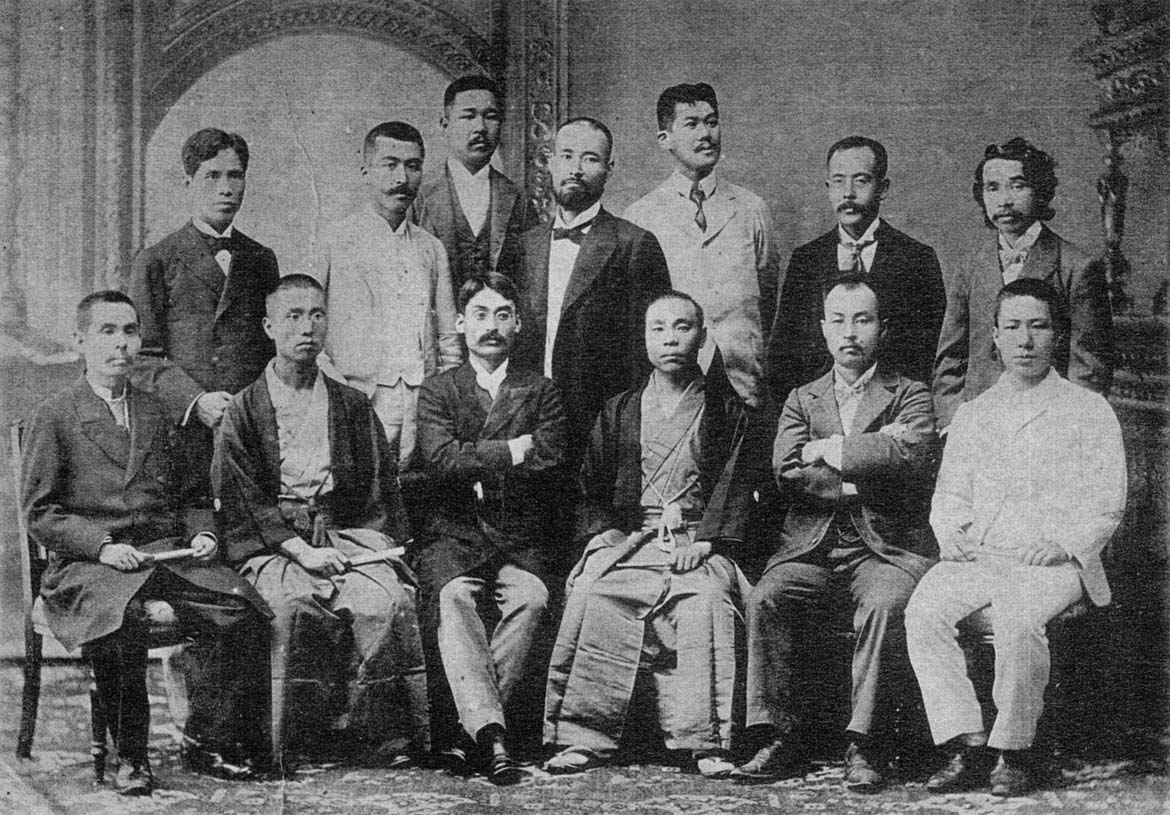
Akademikertreffen 1899, Kuwaki
hintere Reihe, 3. von links

Kuwaki Gen’yoku (japanisch 桑木 厳翼; geboren 25. Juni 1874 in Tokio; gestorben 15. Dezember 1946 in der Präfektur Kanagawa) war ein japanischer Philosoph.

## Leben und Werk
Kuwaki Gen’yoku wurde als Sohn eines Samurai des Kaga-han (加賀藩) in dessen Residenz in Tokio geboren. 1896 machte er seinen Studienabschluss im Fach Philosophie an der Universität Tokio. Anschließend wurde er Lehrer an der Oberschule alter Art in Tokio. Er bildete sich dann in Deutschland weiter und wurde dort besonders von den Neo-Kantianern und von der Philosophie des kritischen Realismus beeinflusst.
1914 zurück in Japan wirkte er bis 1935 als Professor an seiner Alma Mater. Mit seinen Beiträgen, die in der Zeitschrift „Tetsugaku“ (哲学) erschienen, setzte er sich für die Verbreitung des „Kulturalismus“  (文化主義, Bunka shugi) ein, für eine Bewegung, die er von der deutschen idealistischen Philosophie übernommen hatte. 1918 gründete er mit Yoshino Sakuzō die „Reimeikai“ (黎明会), die sich für die Taishō-Demokratie einsetzte.
Nach dem Ende des Pazifikkriegs wurde Kuwaki in das Oberhaus des Parlaments gewählt.
Zu Kuwakis Schriften gehören
- „Tetsugaku gairon“ (哲学概論) – etwa „Einführung in die Philosophie“, 1900, und
- „Kanto to gendai no tetsugaku“ (カントと現代の哲学) – etwa „Kant und die Philosophie der Gegenwart“, 1917.